# Lista de chefes de Estado da Líbia
Essa é uma lista dos chefes de Estado da Líbia desde sua independência em 1951.

## Chefes de Estado da Líbia (efetivos chefes de Estado, 1951–Presente)

#### Reino da Líbia (1951-1969)
| Nome                                                                                    | Retrato | Nascimento                                                                    | Casamento                     | Morte                        | Ref.  |
| --------------------------------------------------------------------------------------- | ------- | ----------------------------------------------------------------------------- | ----------------------------- | ---------------------------- | ----- |
| Idris I 24 de dezembro de 1951 até 1 de setembro de 1969 (17 anos e 251 dias) (Deposto) |         | 12 de março de 1890 filho de Maomé Mádi Senussi e Aixa binte Mucarribe Baraça | 1929 Fátima Xarife sem filhos | 25 de maio de 1983 (93 anos) | [ 2 ] |

#### República Árabe da Líbia (1969-1977)
| № | Retrato | Nome                                                                                       | Mandato               | Mandato            | Partido     |
| - | ------- | ------------------------------------------------------------------------------------------ | --------------------- | ------------------ | ----------- |
| 1 |         | Muammar al-Gaddafi (Presidente do Conselho do Comando Revolucionário da Líbia) (1942-2011) | 1 de setembro de 1969 | 2 de março de 1977 | Militar/USA |

#### Grande Jamairia Árabe Líbia Popular e Socialista (1977-2011)
| № | Retrato | Nome                                                                 | Mandato            | Mandato              | Partido |
| - | ------- | -------------------------------------------------------------------- | ------------------ | -------------------- | ------- |
| 1 |         | Muammar al-Gaddafi (Líder Fraternal e Guia da Revolução) (1942-2011) | 2 de março de 1977 | 23 de agosto de 2011 | Militar |

#### República Líbia (2011-presente)
| № | Retrato | Nome                                                                                   | Mandato              | Mandato              | Partido      |
| - | ------- | -------------------------------------------------------------------------------------- | -------------------- | -------------------- | ------------ |
| 2 |         | Mustafa Mohamed Abud Al Jeleil (Presidente do Conselho Nacional de Transição) (n.1952) | 5 de março de 2011   | 9 de agosto de 2012  | Independente |
| - |         | Mohammed Ali Salim (Presidente Interino) (n.1935)                                      | 9 de agosto de 2012  | 10 de agosto de 2012 | Independente |
| 3 |         | Muhammad Yusuf al-Magariaf (Presidente do Congresso Geral Nacional) (n.1940)           | 10 de agosto de 2012 | 28 de maio de 2013   | NSF          |
| - |         | Giuma Ahmed Atigha (Presidente Interino do Congresso Geral Nacional) (n.1950)          | 28 de maio de 2013   | 25 de junho de 2013  | Independente |
| 4 |         | Nouri Abusahmain (Presidente do Congresso Geral Nacional) (n.1956)                     | 25 de junho de 2013  | 4 de agosto de 2014  | Independente |
| - |         | Abu Bakr Baira (Presidente Interino da Câmara dos Representantes) (n.1941)             | 4 de agosto de 2014  | 5 de agosto de 2014  | Independente |
| 5 |         | Aguila Saleh Issa (Presidente da Câmara dos Representantes) (n.1944)                   | 5 de agosto de 2014  | 15 de março de 2021  | Independente |
| 6 |         | Fayez al-Sarraj (Presidente do Conselho Presidencial) (n.1960)                         | 30 de março de 2016  | 15 de março de 2021  | Independente |
| 7 |         | Mohamed al-Menfi (Presidente do Conselho Presidencial) (n.1976)                        | 15 de março de 2021  | Presente             | Independente |

### Secretários-Gerais do Congresso Geral do Povo (chefesde jurede Estado da Líbia, 1977–2011)
O Congresso Geral do Povo , presidido pelo Secretário-Geral, foi a principal legislatura da Líbia, bem como a autoridade executiva de topo. Ele tinha a mais autoridade delegada executiva do Comitê Geral do Povo. Ao presidir o Congresso Geral do Povo, o seu secretário-geral também foi de jure chefe de Estado da Líbia.
| № | Retrato | Nome                                                                                 | Mandato                 | Mandato                 | Partido      |
| - | ------- | ------------------------------------------------------------------------------------ | ----------------------- | ----------------------- | ------------ |
| 1 |         | Muammar al-Gaddafi (Secretário-geral do Congresso Geral do Povo) (1942-2011)         | 2 de março de 1977      | 2 de março de 1979      | Independente |
| 2 |         | Abdul Ati al-Obeidi (Secretário-geral do Congresso Geral do Povo) (n.1939)           | 2 de março de 1979      | 7 de janeiro de 1981    | Independente |
| 3 |         | Muhammad az-Zaruq Rajab (Secretário-geral do Congresso Geral do Povo) (n.1940)       | 7 de janeiro de 1981    | 15 de fevereiro de 1984 | Independente |
| 4 |         | Mifta al-Usta Umar (Secretário-geral do Congresso Geral do Povo) (1935-2010)         | 15 de fevereiro de 1984 | 7 de outubro de 1990    | Independente |
| 5 |         | Abdul Razzaq as-Sawsa (Secretário-geral do Congresso Geral do Povo) (1933-2016)      | 7 de outubro de 1990    | 18 de janeiro de 1992   | Independente |
| 6 |         | Zentani Muhammad az-Zentani (Secretário-geral do Congresso Geral do Povo) (n.1944)   | 18 de janeiro de 1992   | 3 de março de 2008      | Independente |
| 7 |         | Miftah Muhammed K'eba (Secretário-geral do Congresso Geral do Povo) (n.1947)         | 3 de março de 2008      | 5 de março de 2009      | Independente |
| 8 |         | Imbarek Shamekh (Secretário-geral do Congresso Geral do Povo) (n.1952)               | 5 de março de 2009      | 26 de janeiro de 2010   | Independente |
| 9 |         | Mohamed Abu Al-Quasim al-Zwai (Secretário-geral do Congresso Geral do Povo) (n.1952) | 26 de janeiro de 2010   | 23 de agosto de 2011    | Independente |